# Villembray
Villembray est une commune française située dans le département de l'Oise, en région Hauts-de-France.

## Géographie
Description:
Villembray est une commune picarde du Pays de Bray, située à 5km de la Lachapelle-aux-Pots, 8km de Gerberoy, 12km de Gournay-en-Bray, 18km à l'ouest de Beauvais, 30km du nord de Gisors, et à 63km à l'est de Rouen.
Elle est aisément accessible par D1 et par D502.
|          | Hanvoile   | Glatigny       |
| Senantes | Villembray |                |
|          | Blacourt   | Hodenc-en-Bray |

### Hydrographie

#### Réseau hydrographique
La commune est située dans le bassin Seine-Normandie. Elle est drainée par l'Avelon et le fossé 01 de la commune de Villembray,,.
L'Avelon, d'une longueur de 23 km, prend sa source dans la commune de Senantes et se jette  dans Rivière de Saint-Just à Beauvais, après avoir traversé onze communes. 

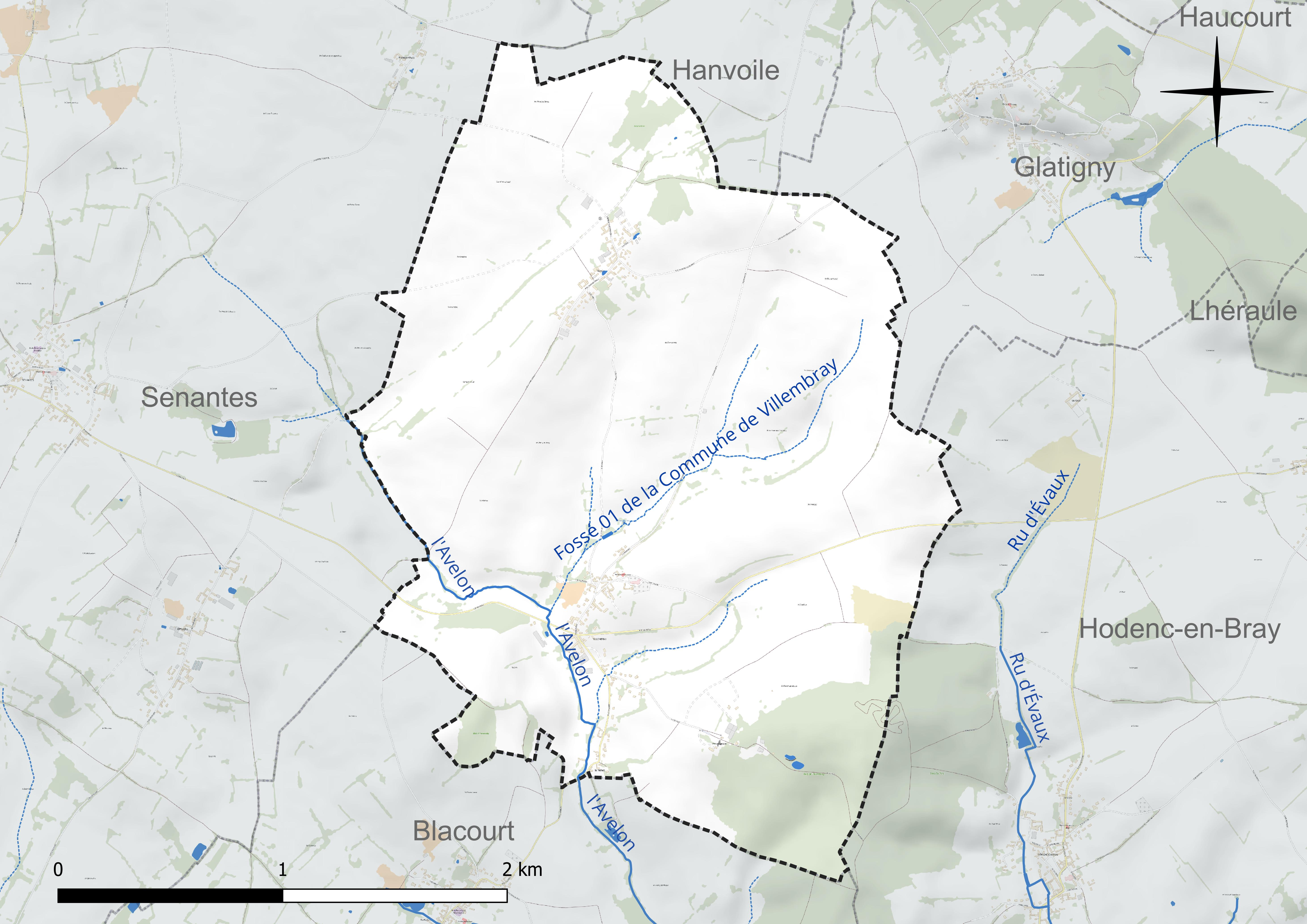
Réseau hydrographique de Villembray.

#### Gestion et qualité des eaux
Le territoire communal est couvert par le schéma d'aménagement et de gestion des eaux (SAGE) « Sensée ». Ce document de planification concerne un territoire de 1 219 km2 de superficie, délimité par le bassin versant du Thérain. Le périmètre a été arrêté le 27 janvier 2023 et le SAGE proprement dit est, en 2024, en cours d'élaboration. La structure porteuse de l'élaboration et de la mise en œuvre est le syndicat intercommunal de la Vallée du Thérain (SIVT). 
La qualité des cours d'eau peut être consultée sur un site dédié géré par les agences de l'eau et l'Agence française pour la biodiversité. 

### Climat
Pour des articles plus généraux, voir Climat des Hauts-de-France et Climat de l'Oise.
En 2010, le climat de la commune est de type climat océanique dégradé des plaines du Centre et du Nord, selon une étude du CNRS s'appuyant sur une série de données couvrant la période 1971-2000. En 2020, Météo-France publie une typologie des climats de la France métropolitaine dans laquelle la commune est exposée à un climat océanique et est dans une zone de transition entre les régions climatiques « Sud-ouest du bassin Parisien » et « Nord-est du bassin Parisien ». 
Pour la période 1971-2000, la température annuelle moyenne est de 10,1 °C, avec une amplitude thermique annuelle de 14 °C. Le cumul annuel moyen de précipitations est de 790 mm, avec 12 jours de précipitations en janvier et 8,3 jours en juillet. Pour la période 1991-2020, la température moyenne annuelle observée sur la station météorologique la plus proche, située sur la commune de Saint-Arnoult à 18 km à vol d'oiseau, est de 10,4 °C et le cumul annuel moyen de précipitations est de 797,2 mm,. Pour l'avenir, les paramètres climatiques de la commune estimés pour 2050 selon différents scénarios d'émission de gaz à effet de serre sont consultables sur un site dédié publié par Météo-France en novembre 2022.

## Urbanisme

### Typologie
Au 1er janvier 2024, Villembray est catégorisée commune rurale à habitat dispersé, selon la nouvelle grille communale de densité à sept niveaux définie par l'Insee en 2022.
Elle est située hors unité urbaine. Par ailleurs la commune fait partie de l'aire d'attraction de Beauvais, dont elle est une commune de la couronne,. Cette aire, qui regroupe 162 communes, est catégorisée dans les aires de 50 000 à moins de 200 000 habitants,.

### Occupation des sols
L'occupation des sols de la commune, telle qu'elle ressort de la base de données européenne d'occupation biophysique des sols Corine Land Cover (CLC), est marquée par l'importance des territoires agricoles (91,6 % en 2018), en diminution par rapport à 1990 (93,4 %). La répartition détaillée en 2018 est la suivante : terres arables (55,4 %), prairies (27,6 %), zones agricoles hétérogènes (8,6 %), forêts (8,4 %). L'évolution de l'occupation des sols de la commune et de ses infrastructures peut être observée sur les différentes représentations cartographiques du territoire : la carte de Cassini (XVIIIe siècle), la carte d'état-major (1820-1866) et les cartes ou photos aériennes de l'IGN pour la période actuelle (1950 à aujourd'hui).

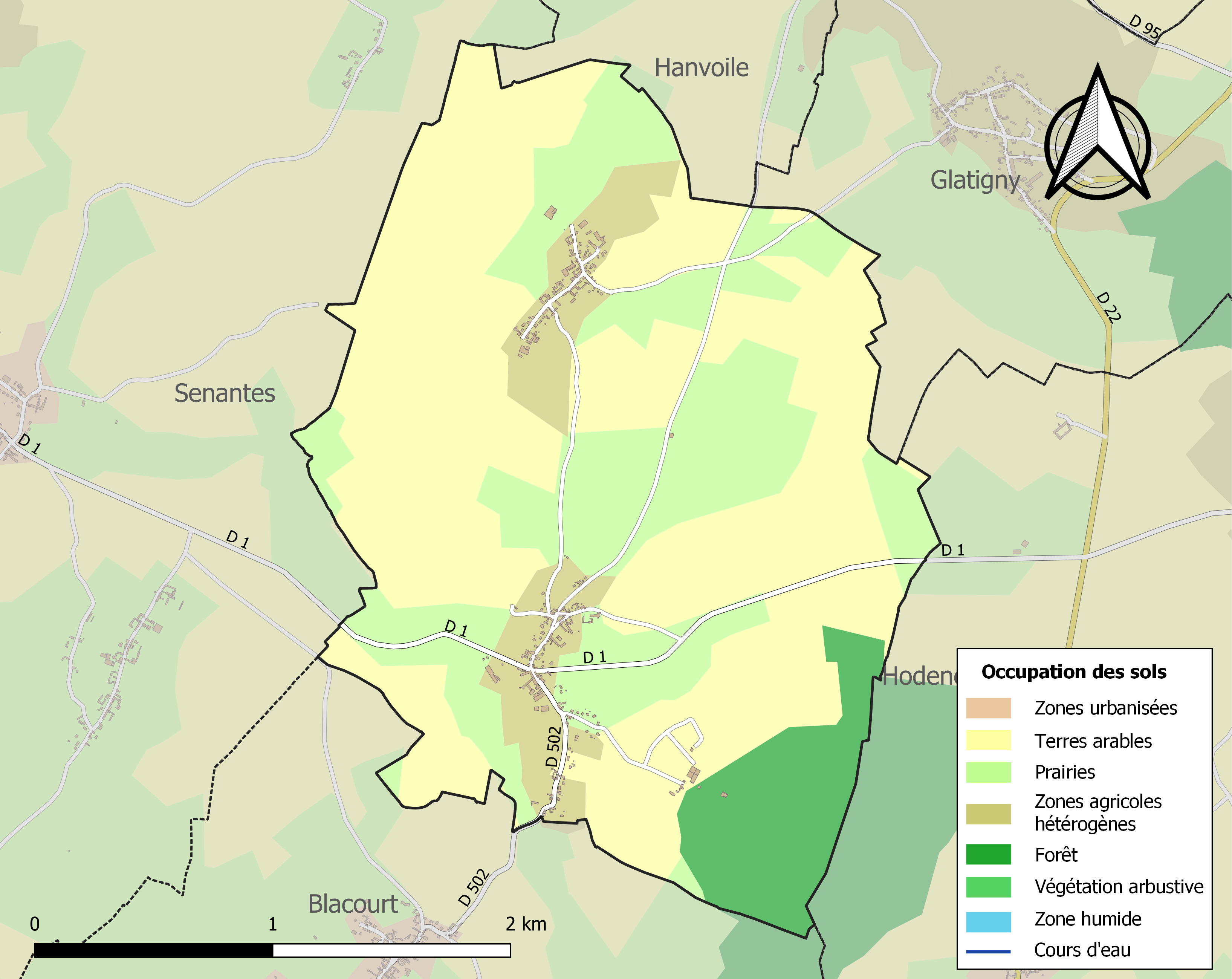
Carte des infrastructures et de l'occupation des sols de la commune en 2018 (CLC).

### Voies de communication et transports
La commune est desservie, en 2023, par les lignes 611 et 6102 du réseau interurbain de l'Oise.

## Toponymie
Le nom de la localité est attesté sous les formes Villa in brayo (1147) ; Ville in braio (1147) ; in villa braii (1163) ; Vile en brai (1211) ; Villembray (1254) ; Villambray (1450) ; Villers sous Hodencq (vers 1500) ; Villers Oudan (vers 1500) ; Villers Hodencq (vers 1500) ; Villenbrai (1580) ; Villers Houdan (1595) ; Villars Houdan (1608) ; Villers Hodenc (XVIIe) ; Ville-en-Bray (1803).

« Le village dans un terrain boueux ».

## Politique et administration
| Période                                  | Période                       | Identité            | Étiquette            | Qualité                                                                                   |
| ---------------------------------------- | ----------------------------- | ------------------- | -------------------- | ----------------------------------------------------------------------------------------- |
| Les données manquantes sont à compléter. |                               |                     |                      |                                                                                           |
| 1964                                     | mars 2001                     | Raymond Laffolley   | SE puis UDF puis MRG | Professeur Conseiller général de Songeons (1973 → 1985) Vice-président du conseil général |
| mars 2001                                | mars 2014                     | Jeannine Dumont     | UMP                  | Fonction publique                                                                         |
| mars 2014                                | mai 2020                      | Patrice Tombois     | PS                   | Enseignant retraité. ancien premier adjoint à Saint-Just-en-Chaussé.                      |

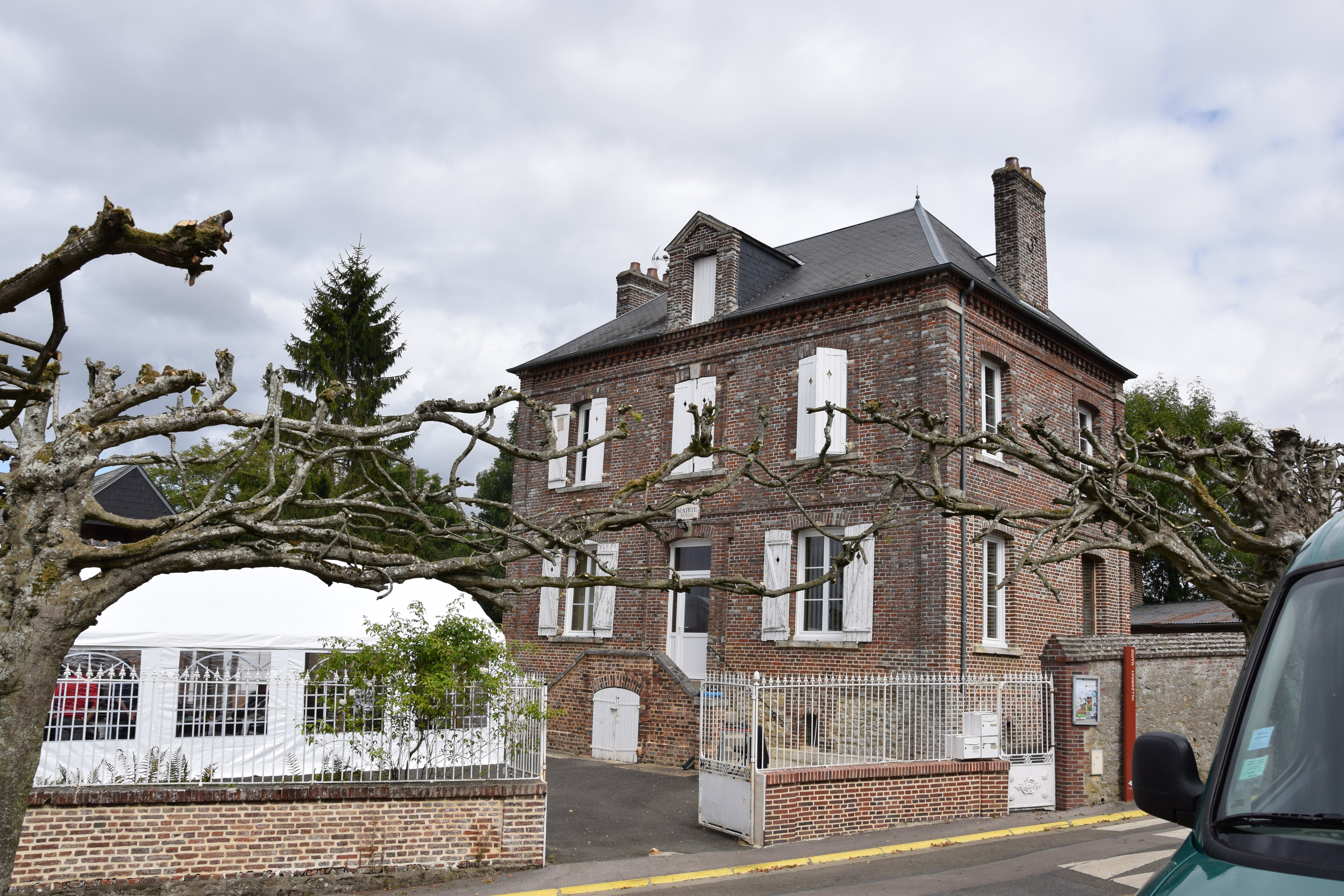
La mairie.

| mai 2020                                 | En cours (au 19 janvier 2021) | Christelle Rousseau | SE                   | Cadre de la fonction publique                                                             |

## Population et société

### Démographie

#### Évolution démographique
L'évolution du nombre d'habitants est connue à travers les recensements de la population effectués dans la commune depuis 1793. Pour les communes de moins de 10 000 habitants, une enquête de recensement portant sur toute la population est réalisée tous les cinq ans, les populations de référence des années intermédiaires étant quant à elles estimées par interpolation ou extrapolation. Pour la commune, le premier recensement exhaustif entrant dans le cadre du nouveau dispositif a été réalisé en 2006.

En 2022, la commune comptait 248 habitants, en évolution de −3,88 % par rapport à 2016 (Oise : +0,87 %, France hors Mayotte : +2,11 %).
| 1793 | 1800 | 1806 | 1821 | 1831 | 1836 | 1841 | 1846 | 1851 |
| ---- | ---- | ---- | ---- | ---- | ---- | ---- | ---- | ---- |
| 262  | 264  | 278  | 300  | 282  | 248  | 250  | 224  | 219  |

| 1856 | 1861 | 1866 | 1872 | 1876 | 1881 | 1886 | 1891 | 1896 |
| ---- | ---- | ---- | ---- | ---- | ---- | ---- | ---- | ---- |
| 244  | 239  | 239  | 219  | 207  | 206  | 207  | 212  | 198  |

| 1901 | 1906 | 1911 | 1921 | 1926 | 1931 | 1936 | 1946 | 1954 |
| ---- | ---- | ---- | ---- | ---- | ---- | ---- | ---- | ---- |
| 197  | 175  | 182  | 165  | 171  | 165  | 142  | 170  | 180  |

| 1962 | 1968 | 1975 | 1982 | 1990 | 1999 | 2006 | 2011 | 2016 |
| ---- | ---- | ---- | ---- | ---- | ---- | ---- | ---- | ---- |
| 149  | 156  | 142  | 125  | 148  | 206  | 241  | 248  | 258  |

| 2021 | 2022 | - | - | - | - | - | - | - |
| ---- | ---- | - | - | - | - | - | - | - |
| 250  | 248  | - | - | - | - | - | - | - |

#### Pyramide des âges
La population de la commune est relativement jeune.
En 2018, le taux de personnes d'un âge inférieur à 30 ans s'élève à 36,1 %, soit en dessous de la moyenne départementale (37,3 %). À l'inverse, le taux de personnes d'âge supérieur à 60 ans est de 19,4 % la même année, alors qu'il est de 22,8 % au niveau départemental.
En 2018, la commune comptait 122 hommes pour 130 femmes, soit un taux de 51,59 % de femmes, légèrement supérieur au taux départemental (51,11 %).
Les pyramides des âges de la commune et du département s'établissent comme suit.
| Hommes | Classe d’âge | Femmes |
| ------ | ------------ | ------ |
| 0,0    | 90 ou +      | 0,0    |
| 6,4    | 75-89 ans    | 7,5    |
| 12,0   | 60-74 ans    | 12,8   |
| 24,0   | 45-59 ans    | 19,5   |
| 21,6   | 30-44 ans    | 24,1   |
| 18,4   | 15-29 ans    | 13,5   |
| 17,6   | 0-14 ans     | 22,6   |

| Hommes | Classe d’âge | Femmes |
| ------ | ------------ | ------ |
| 0,5    | 90 ou +      | 1,4    |
| 5,5    | 75-89 ans    | 7,6    |
| 15,6   | 60-74 ans    | 16,3   |
| 20,8   | 45-59 ans    | 20     |
| 19,4   | 30-44 ans    | 19,4   |
| 17,6   | 15-29 ans    | 16,2   |
| 20,6   | 0-14 ans     | 19,1   |

## Lieux et monuments
- L'église Notre-Dame-des-Fleurs, datant du IXème.
- Le monument au mort.
- Dalle commémoratif de fondation d'obit datant de 1552 classé au monument historique en 1912.